# Сорма (приток Большого Цивиля)
Со́рма (чув. Сурăм) — река в Чувашии, левый приток Большого Цивиля. Протекая по территории Моргаушского и Аликовского районов, в нижнем течении является границей между Вурнарским и Красноармейским районами Чувашии.
Длина 49 км, площадь водосборного бассейна — 370 км². Высота истока — 172 м над уровнем моря. Высота устья — 74 м над уровнем моря.
На всём протяжении течёт с северо-запада на юго-восток. Долина реки слабо извилистая. Коэффициент густоты речной сети 0,52 км/км². Резко выраженное весеннее половодье, устойчивая зимняя и низкая летняя межень. Питание смешанное, преимущественно снеговое.
Имеет 9 притоков, среди них: Орбашка, Шумшевашка, Урбашка.
Значительные населённые пункты — сёла Хорнкасы, Нижние Панклеи, Чувашская Сорма, Русская Сорма, Яндоба.

## Название
Название произошло от рус. со́рма «мелкое место в реке с твёрдым дном» (вост.-рус.), или от рус. сарма́ «перекат, речной порог» (вост.-рус.).